# قريوطة مبجلة
قريوطة مبجلة (الاسم العلمي: Caryota majestica) هو نوع نباتي يتبع جنس القريوطة من فصيلة الفوفلية.